# Jacques-Louis Chatry de Lafosse
Jacques-Louis, chevalier Chatry de Lafosse, né le 8 décembre 1776 à Caen et mort le 2 juin 1854 à Maisons-Laffitte, est un officier général et homme politique français.

## Biographie
Fils de Pierre-Jacques-Samuel Chatry-Lafosse, président du Corps législatif, et de Gabrielle Dumoustier, sœur du général-comte Pierre Dumoustier, il embrasse la carrière militaire. Capitaine puis chef d'escadron dans le prestigieux Régiment de dragons de la Garde impériale, il est créé chevalier de l'Empire le 27 juin 1811 et officier de la Légion d'honneur en 1813. Il est blessé lors de la bataille de Waterloo en 1815. Maintenu en demi-solde durant la Seconde Restauration, il est réintégré l'armée après la Révolution de 1830 et sert comme colonel d'état-major de la place de Paris. 
L'officier est élu, le 27 mai 1832, député du 1er collège du Calvados (Caen), en remplacement d'Adam de la Pommeraye, décédé, par 269 voix sur 436 votants, et 646 inscrits, contre 157 en faveur du général Tarayre. Il siégea dans la majorité conservatrice et vota avec elle. Réélu le 21 juin 1834, par 286 voix (500 votants, 662 inscrits), contre 174 à M. Treilhard, il l'est encore le 22 décembre 1836. 
Ce dernier scrutin avait été motivé par la promotion de Chatry-Lafosse, le 22 novembre, au grade de maréchal de camp. Il est admis à la retraite comme général de brigade le 30 mars 1848, par décision du Gouvernement provisoire.
Il avait été élevé au rang de commandeur de la Légion d'honneur en 1831.

## Sources
- « Jacques-Louis Chatry de Lafosse », dans Adolphe Robert et Gaston Cougny, Dictionnaire des parlementaires français, Edgar Bourloton, 1889-1891 [détail de l’édition]